# Alessia Cara
Alessia Caracciolo (? –), művésznevén Alessia Cara kanadai énekesnő és dalszerző.
13 éves korában a YouTube-ra töltött fel saját feldolgozásokat. 2014-ben szerződött a Def Jam Recordings kiadóhoz, ekkor jelent meg első kislemeze "Here" címmel, amely a hazai kislemezlistáján a 19., a Billboard Hot 100 listán viszont egészen az 5. helyig jutott. Debütáló albuma 2015-ben jelent meg Know-It-All címmel, ez a kanadai lemezlistán a 8., a Billboard 200-on pedig a 9. helyet szerezte meg. A harmadik kislemez, a "Scars to Your Beautiful" 8. lett a Billboard Hot 100 listán. 2017-ben közreműködött Zedd "Stay', valamint Logic és Khalid rapperek "1-800-273-8255" című kislemezén.
Cara négyszer kapott jelölést Grammy-díjra, ebből 2018-ban elnyerte a legjobb új előadónak járót, első kanadaiként a díj történetében.

## Diszkográfia

### Stúdióalbumok
- Know-It-All (2015)
- The Pains of Growing (2018)
- In the Meantime (2021)
- Love & Hyperbole (2025)